# Масловка (Харьковская область)
Масловка (укр. Маслівка) — село,
Грушинский сельский совет,
Первомайский район,
Харьковская область, Украина.
Код КОАТУУ — 6324582508. Население по переписи 2001 года составляет 170 (71/99 м/ж) человек.

## Географическое положение
Село Масловка находится на берегу реки Орелька,
выше по течению на расстоянии в 2 км расположены сёла Калиновка и Высокое,
ниже по течению на расстоянии в 1,5 км расположено село Грушино.
На расстоянии в 1,5 км расположен город Первомайский.
Рядом проходят автомобильная дорога Т-2107 и железная дорога, станция Лихачево в 3-х км.

## Происхождение названия

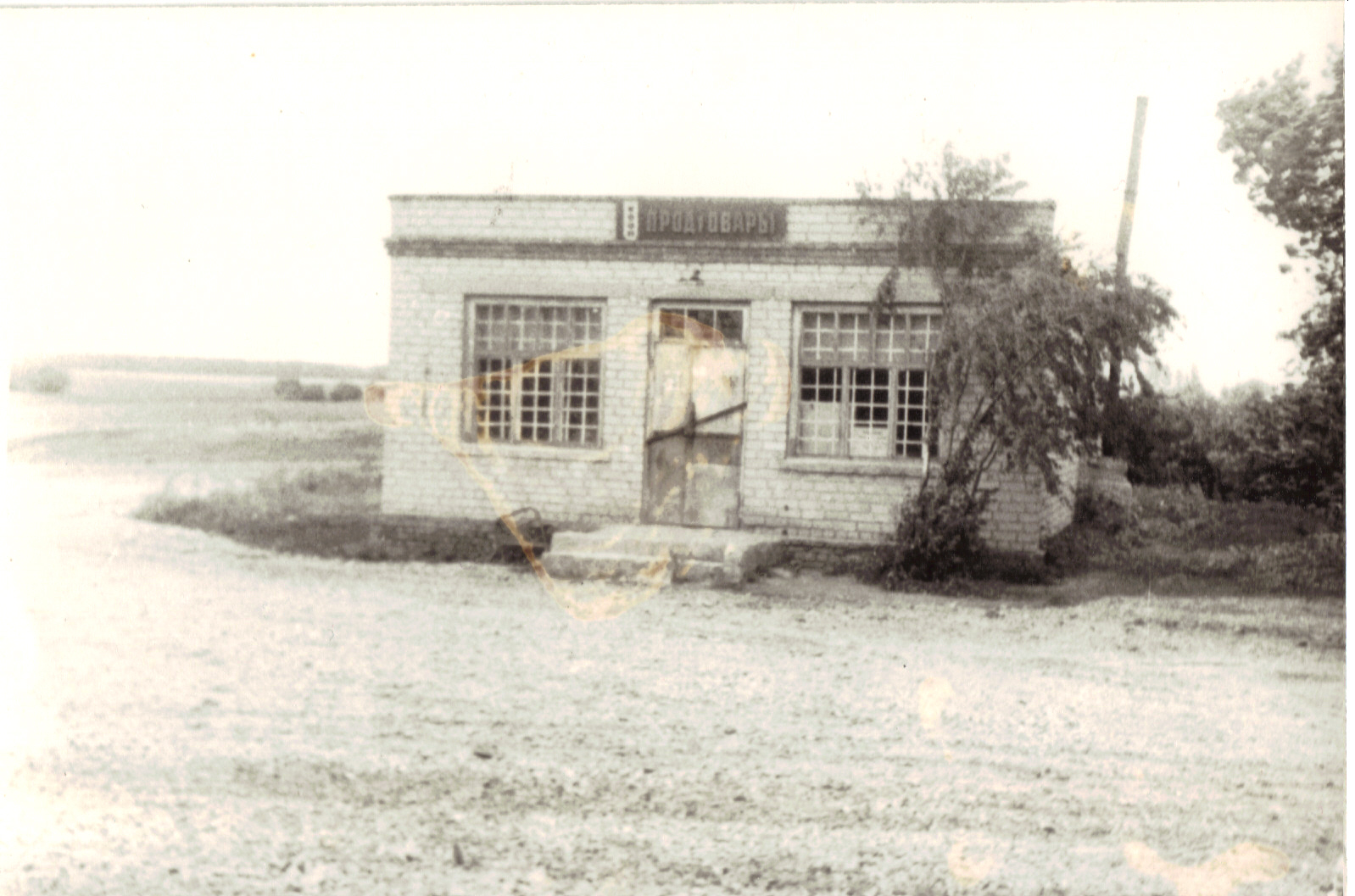
Магазин в селе Масловка на улице Школьная.Фото сделано в начале 90-х годов. Магазин не сохранился, разрушен.

## История
- 1928 — дата основания.
- В 1929 году в Масловке построена начальная школа.